# Mona Georgia Müller
Mona Georgia Müller  (* 1995 in Freiburg im Breisgau) ist eine deutsche Schauspielerin.

## Leben
Sie studierte Schauspiel von 2015 bis 2019 an der Akademie für Darstellende Kunst Baden-Württemberg in Ludwigsburg. Während ihres Studium trat sie bereits am Theater Augsburg und am Badischen Staatstheater in Karlsruhe auf. Im Sommer 2019 war sie bei den Freilichtspielen in Schwäbisch Hall zu sehen. Von 2019 bis 2022 war sie festes Ensemblemitglied der Landesbühne Niedersachsen Nord in Wilhelmshaven. Seit 2023 ist sie festes Mitglied des Ensembles des Anhaltischen Theaters in Dessau.

## Theater (Auswahl)
- 2017: Die stille Macht der Zeit, Regie: Anne Habermehl[2][3]
- 2018: Paradies Spielen, Regie: Jennifer Regnet[3]
- 2018: Es ist nicht dort, es ist da, Regie: Christian von Treskow[3]
- 2018: Ein Sommernachtstraum, Regie: Ewelina Marciniak[3]
- 2019: Der Zauberer von Oz, Regie: Eva Veiders[3]
- 2019: Caligula / Julius Caesar, Regie: Robert Teufel[4]
- 2019: Die Mausefalle, Regie: Franziska Ritter[5]
- 2020: Mutter Courage in ihre Kinder, Regie: Sascha Bunge[6]
- 2020: Iphigenie auf Tauris, Regie: Robert Teufel[7]
- 2021: Der goldne Topf, Regie: Robert Teufel[8]
- 2021: Mord im Orientexpress. Regie: Robert Teufel[9]
- 2022: Der Fiskus. Regie: Marie-Sophie Dudzic[10]
- 2022: Jedermann (stirbt). Regie: Tim Egloff[11]
- 2023: Das Gespenst von Canterville. Regie: Johannes Weigand[12]
- 2023: Neuro-Moon. Manage your memories. Regie: Miriam Götz[12]
- 2023: Funken. Regie: Ralph Kinkel[12]
- 2023: Am Rande des Orbits. Regie: Sahar Rezaei[12]
- 2024: Diener zweier Herren. Regie: Herbert Olschok[12]
- 2024: Was ihr Wollt. Regie: Robin Telfer[12]
- 2024: Was bleibt. Das Leben der Familie Cohn. Regie:Carolin Millner[12]
- 2025: Der Gott des Gemetzels. Regie: Axel Stöcker[12]
- 2025: Ein Känguru wie Du. Regie: Ralph Kinkel[12]

## Filmografie (Auswahl)
- 2018: Keimzelle, Regie: Benjamin Junghans
- 2020: Trümmermädchen (Kinospielfilm), Regie: Oliver Kracht